# Инфекционно-токсический шок
Инфекционно-токсический шок (ИТШ) — шоковое состояние, вызванное экзо- и эндотоксинами бактерий или вирусов.

## История
Термин «инфекционно-токсический шок» (синоним — «синдром токсического шока») был введен в 1978 году педиатром Джимом Тоддом (James M. Todd), главой инфекционного отделения детской больницы в Денвере. В течение предыдущих трех лет он наблюдал отдельные случаи, когда у мальчиков и девочек от восьми до семнадцати лет поднималась высокая температура, снижалось давление, появлялась сыпь, слабость и спутанное сознание. Указанные симптомы позволили заподозрить присутствие токсина или бактериального яда. Когда один из пациентов погиб, анализ подтвердил наличие в образцах крови энтеротоксина типа B. Этот токсин продуцируют бактерии S. aureus.

## Этиология

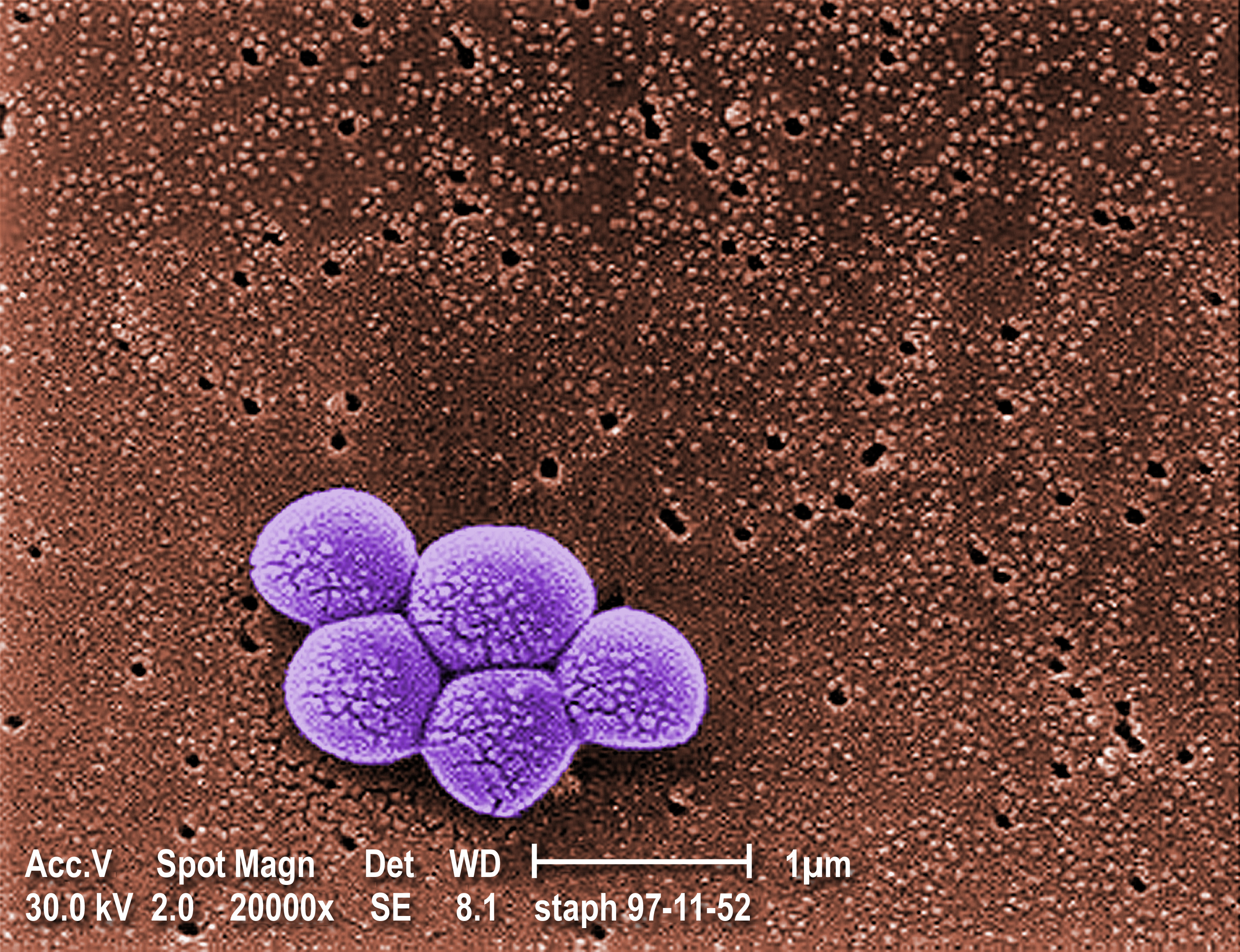
Метициллин-резистентный стафилококк

- Streptococcus pyogenes[5]
- Staphylococcus aureus[6] (особенно MRSA[7])
- Salmonella Typhi
- Neisseria meningitidis
- Вирусные геморрагические лихорадки

## Факторы риска
- использование гинекологических тампонов, в частности, с высокой степенью абсорбции[8][9]
- раны (в том числе ожоги)
- послеродовой сепсис
- послеоперационные инфекции (классические признаки инфекции могут отсутствовать в месте операционного вмешательства)
- закрытые раны, например, в носу
- синусит
- трахеит
- внутривенное употребление наркотиков
- ВИЧ/СПИД
- аллергический контактный дерматит
- существует дискуссия вокруг связи с нестероидными противовоспалительными препаратами[10]
- брюшной тиф

## Симптомы
- лихорадка
- снижение артериального давления
- спутанность сознания
- психомоторное возбуждение
- ступор
- кома
- специфическая сыпь, похожая на солнечный ожог

Однако, чёткие критерии диагноза были определены CDC в 1981 году:
- повышение температуры тела выше 38,9 градуса Цельсия
- систолическое артериальное давление ниже 90 мм рт. ст.
- характерная диффузная сыпь преимущественно на ладонях и стопах, которая затем десквамируется через 10-14 дней
- вовлечение в процесс 3 и более органов и систем: желудочно-кишечного тракта (тошнота, рвота), гиперемия слизистых оболочек (конъюнктивы, ротовой полости, влагалища), почечная недостаточность (уровень креатинина в 2 раза выше нормы), поражение печени (АЛТ, АСТ больше чем в 2 раза выше нормы), тромбоцитопения, вовлечение центральной нервной системы (спутанность сознания с отсутствием комы).

## Диагностика
Жалобы на головокружение, тошноту, лихорадочное состояние.

## Дифференциальная диагностика
Гипогликемическая кома.

## Патофизиология

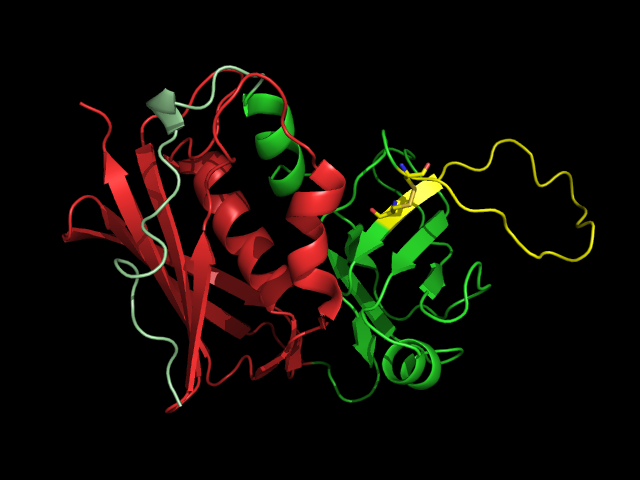
Энтеротоксин стафилококка B, типичный бактериальный суперантиген

Бактерии и вирусы в ответ на защитные механизмы иммунной системы вырабатывают суперантигены, которые обладают высокой способностью к вызову реакции иммунного ответа у организма за счет Т-клеточных антигенраспознающих рецепторов и вызывают чрезмерное высвобождение цитотоксинов. Способны активировать до 20 % всех Т-лимфоцитов организма. В целом патогенез инфекционно-токсического шока сводится к отравлению крови токсинами бактерий.

## Лечение
Данное состояние требует неотложной госпитализации пациента и помещение в палату интенсивной терапии для массивной инфузионной терапии, ИВЛ и т. д. Проводится антибиотикотерапия цефалоспоринами, пенициллинами, ванкомицином. Комбинированная терапия с клиндамицином или гентамицином уменьшает вероятность смерти.

## Прогноз
При адекватном и своевременном лечении выздоровление наступает в течение 2-3 недель. Однако инфекционно-токсический шок может привести к смерти в первые часы заболевания. Вероятность летального исхода составляет от 5 до 15 %. В случае стрептококкового инфекционно-токсического шока летальность может достигать 64 %.

## Осложнения
- Рецидив
- Острая почечная недостаточность
- Рабдомиолиз
- Энцефалопатия и/или отёк мозга
- Гепатонекроз
- Тромбоцитопения
- ДВС-синдром
- Метаболический ацидоз

## Эпидемиология
Данное состояние встречается крайне редко. По оценкам 2004 года, ежегодно от инфекционно-токсического шока страдают 4 человека из 100 000. У детей данное состояние развивается реже, чем у взрослых.